# Henri Baudot
Pour les articles homonymes, voir Baudot.
Louis Claude Henri Baudot est un avocat et archéologue français, conservateur du musée de l'académie de Dijon, président-fondateur du musée de la Commission des antiquités de la Côte-d'Or, né à Seurre le 21 janvier 1799 et mort à Dijon le 21 mars 1880.

## Biographie
Henri Baudot est le fils de Louis Bénigne Baudot, magistrat. Il est un membre d'une famille bourguignonne d'érudits et de collectionneurs. Il possède une bibliothèque riche en manuscrits sur l'histoire de la Bourgogne. Son cabinet d'antiquités et de médailles rassemble une partie de celles qui ont été découvertes dans cette province.
Membre de :
- Société des amis des arts de Dijon qu'il a présidé ;
- Académie des sciences, arts et belles-lettres de Dijon, membre admis le 23 mai 1838, président de la commission des antiquités de la Côte d'Or en 1844 ;
- Comité des travaux historiques et scientifiques, membre non résidant ;
- Société d'émulation du Jura, membre correspondant en 1844.

## Distinctions
- Chevalier de la Légion d'honneur, en 1877[2] ;
- Officier de l'Instruction publique.

## Publications
- Description de la chapelle de l'ancien château de Pagny, précédée de détails historiques sur ce château et les seigneurs qui l'ont possédé, Doullier (2e édition), Dijon, 1842
- Rapport sur les découvertes archéologiques faites aux sources de la Seine, 1845 (lire en ligne)
- Éloge historique de Benigne Gagnereaux, peintre d'histoire, chez Lamarche et Drouelle libraires, Dijon, 1847
- Rapport sur la colonne de Cussy, chez Lamarche et Drouelle libraires, Dijon, 1852 (lire en ligne)
- Appendice au "Rapport sur la colonne de Cussy, par Henri Baudot, ou Réponse à la "Notice" de M. Devoucoux du 25 janvier 1855, imprimerie de Douillier, Dijon, 1855
- Mémoire sur les sépultures des barbares de l'époque mérovingienne, découvertes en Bourgogne, et particulièrement a Charnay, chez Lamarche, Dijon/Librairie archéologique de Victor Didron, Paris, 1860 (lire en ligne), mention au concours des Antiquités de la France, en 1862
- Armorial des évêques de Dijon, chez Lamarche (2e édition), Dijon, 1869 (lire en ligne)
- Éloge historique de Bénigne Gagneraux, chez Lamarche, Dijon, 1889

### Mémoires de la Commission des antiquités du département de la Côte-d'Or
- « Description de la Chapelle de l'ancien château du Pagny, précédée de quelques Détails historiques sur ce château, et les seigneurs qui l'ont possédé », 1841, tome 1,  1838-1839-1840-1841, p. 305-364 (lire en ligne)
- « Rapport sur les découvertes archéologiques faites aux sources de la Seine », 1847, tome 2, années 1842-43-44-45-46, p. 95-110 (lire en ligne)
- « Rapport sur la Colonne de Cussy », 1853, tome 3, années 1847-48-49-50-51-52, p. 312-364 (lire en ligne)
- « Mémoire sur les sépultures des Barbares de l'époque mérovingienne, découvertes en Bourgogne, et particulièrement à Charnay », 1861, tome 5, années 1857-58-59-60, p. 127-305 et planches I à XXVVIII (lire en ligne)
- « Rapport sur la découverte des peintures murales de l'église de Bagnot (Côte-d'Or) », 1864, tome 6, années 1861-62-63-64, p. 205 (lire en ligne)
- « Rapport sur les travaux qui s'exécutent en ce moment à l'église Notre-Dame de Dijon », 1869, tome 7, années 1865-66-67-68-69, p. 27-38 (lire en ligne)
- « Notice sur les vases antiques en verre représentant les jeux et les combats du cirque et de l'amphithéâtre », tome 7, p. 205-213 et planches I et II (lire en ligne)
- « Coup d'œil général sur l'inhumation et l'incinération chez les peuples de l'antiquité, suivi de la Découverte d'une agglomération de sépultures gallo-romaines par incinération, à Charnay (Saône-et-Loire), et de la description des objets qui y ont été trouvés », 1877, tome 9, années 1874-75-76-77, p. 223-274 (lire en ligne)